# Liga Campionilor EHF Feminin 2025-2026 - faza grupelor
Acest articol descrie faza grupelor Ligii Campionilor EHF Feminin 2025-2026, care se va desfășura între 6/7 septembrie 2025 și 21/22 februarie 2026. La finalul ei, 12 echipe vor avansa în fazele eliminatorii ale competiției.

## Distribuția în urnele valorice
Distribuția echipelor în urnele valorice a fost anunțată pe 26 iunie 2025. Prin alocarea neegală în urne, Federația Europeană de Handbal a încercat să evite ca echipele provenite din aceeași țară să fie extrase în aceeași grupă preliminară. S-a reușit acest lucru în cazul țărilor care au participat cu două echipe, dar nu și în cazul Danemarcei, țară care a participat cu trei echipe.
| Urna 1                                                                                          | Urna a 2-a                                                                                             | Urna a 3-a                                                  | Urna a 4-a                     |
| ----------------------------------------------------------------------------------------------- | --- | ----------------------------------------------------------- | ------------------------------ |
| Győri Audi ETO KC Odense Håndbold Metz Handball Storhamar HE CSM București Handball Ludwigsburg | FTC-Rail Cargo Hungaria Team Esbjerg Brest Bretagne Handball CS Gloria 2018 Bistrița Borussia Dortmund | RK Krim Mercator RK Podravka Koprivnica OTP Group Budućnost | DVSC Schaeffler Ikast Håndbold |

## Tragerea la sorți
Tragerea la sorți a fost efectuată pe 27 iunie 2025, de la ora locală 15:00, la sediul EHF de la Viena, Austria, și a fost transmisă în direct pe canalul ehfTV, pe canalul YouTube Home of Handball, pe contul de Facebook al Ligii Campionilor EHF și la televiziuni din diverse țări participante la competiție, fiind acoperită și pe rețelele de socializare X și Instagram ale EHF.

## Format
Partidele se vor desfășura după sistemul fiecare cu fiecare, cu meciuri pe teren propriu și în deplasare.

## Departajare
În faza grupelor, echipele sunt departajate pe bază de punctaj (2 puncte pentru victorie, 1 punct pentru meci egal, 0 puncte pentru înfrângere). La terminarea fazei grupelor, dacă două sau mai multe echipe dintr-o grupă vor acumula același număr de puncte, atunci departajarea lor se va face conform capitolului 10, paragraful 10.2 din regulament, ținând cont de următoarele criterii și în următoarea ordine:
1. Cel mai mare număr de puncte obținute în meciurile directe;
2. Golaveraj superior în meciurile directe;
3. Cel mai mare număr de goluri înscrise în meciurile directe (sau în meciul din deplasare, în cazul sistemului tur-retur);
4. Golaveraj superior în toate meciurile din grupă;
5. Cel mai bun golaveraj pozitiv în toate meciurile din grupă;

Regulamentul precizează că, dacă folosind criteriile de mai sus va fi fost determinat locul uneia din echipele cu punctaj egal, criteriile se vor folosi din nou în aceeași ordine până la determinarea locului tuturor echipelor. În situația în care echipele ar rămâne la egalitate și după folosirea criteriilor de mai sus, atunci Federația Europeană de Handbal ar urma să ia o decizie de departajare prin tragere la sorți.
În timpul fazei grupelor, doar criteriile 4–5 se aplică pentru a determina clasamentul provizoriu al echipelor.

## Grupele
În urma extragerii din 27 iunie 2025 au rezultat cele două grupe de mai jos.

### Grupa A
| Loc | Echipa              | MJ | V | E | Î | GM | GP | DG | Pct | Calificare           |
| --- | ------------------- | -- | - | - | - | -- | -- | -- | --- | -------------------- |
| 1   | Storhamar HE        | 0  | 0 | 0 | 0 | 0  | 0  | 0  | 0   | Sferturile de finală |
| 2   | Metz Handball       | 0  | 0 | 0 | 0 | 0  | 0  | 0  | 0   | Sferturile de finală |
| 3   | Győri Audi ETO KC   | 0  | 0 | 0 | 0 | 0  | 0  | 0  | 0   | Playoff              |
| 4   | Borussia Dortmund   | 0  | 0 | 0 | 0 | 0  | 0  | 0  | 0   | Playoff              |
| 5   | Team Esbjerg        | 0  | 0 | 0 | 0 | 0  | 0  | 0  | 0   | Playoff              |
| 6   | CS Gloria Bistrița  | 0  | 0 | 0 | 0 | 0  | 0  | 0  | 0   | Playoff              |
| 7   | OTP Group Budućnost | 0  | 0 | 0 | 0 | 0  | 0  | 0  | 0   |                      |
| 8   | DVSC Schaeffler     | 0  | 0 | 0 | 0 | 0  | 0  | 0  | 0   |                      |

### Grupa B
| Loc | Echipa                  | MJ | V | E | Î | GM | GP | DG | Pct | Calificare           |
| --- | ----------------------- | -- | - | - | - | -- | -- | -- | --- | -------------------- |
| 1   | HB Ludwigsburg          | 0  | 0 | 0 | 0 | 0  | 0  | 0  | 0   | Sferturile de finală |
| 2   | Odense Håndbold         | 0  | 0 | 0 | 0 | 0  | 0  | 0  | 0   | Sferturile de finală |
| 3   | CSM București           | 0  | 0 | 0 | 0 | 0  | 0  | 0  | 0   | Playoff              |
| 4   | Brest Bretagne Handball | 0  | 0 | 0 | 0 | 0  | 0  | 0  | 0   | Playoff              |
| 5   | FTC-Rail Cargo Hungaria | 0  | 0 | 0 | 0 | 0  | 0  | 0  | 0   | Playoff              |
| 6   | RK Podravka Koprivnica  | 0  | 0 | 0 | 0 | 0  | 0  | 0  | 0   | Playoff              |
| 7   | RK Krim Mercator        | 0  | 0 | 0 | 0 | 0  | 0  | 0  | 0   |                      |
| 8   | Ikast Håndbold          | 0  | 0 | 0 | 0 | 0  | 0  | 0  | 0   |                      |